# Aprilie 2015
Acest articol este generat integral pe baza informațiilor din articolul 2015 și este actualizat periodic de un robot.
 Editările făcute în articol vor fi șterse la următoarea actualizare! Dacă doriți să faceți modificări, editați articolul-sursă.

ianuarie -
februarie -
martie -
aprilie -
mai -
iunie -
iulie -
august -
septembrie -
octombrie -
noiembrie -
decembrie
Aprilie 2015 a fost a patra lună a anului și a început într-o zi de miercuri.

## Evenimente

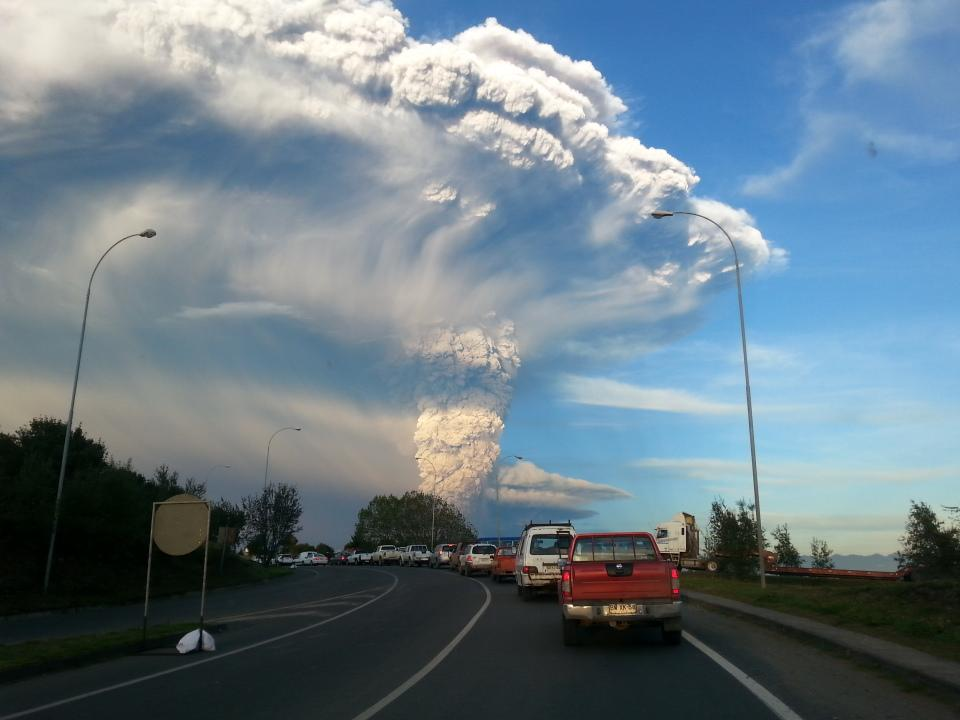
22 aprilie: Guvernul chilian a decretat "alertă roșie" după erupția neașteptată a vulcanului Calbuco, din sudul țării, inactiv de 43 de ani, dispunând evacuarea populației pe o rază de 20 km.

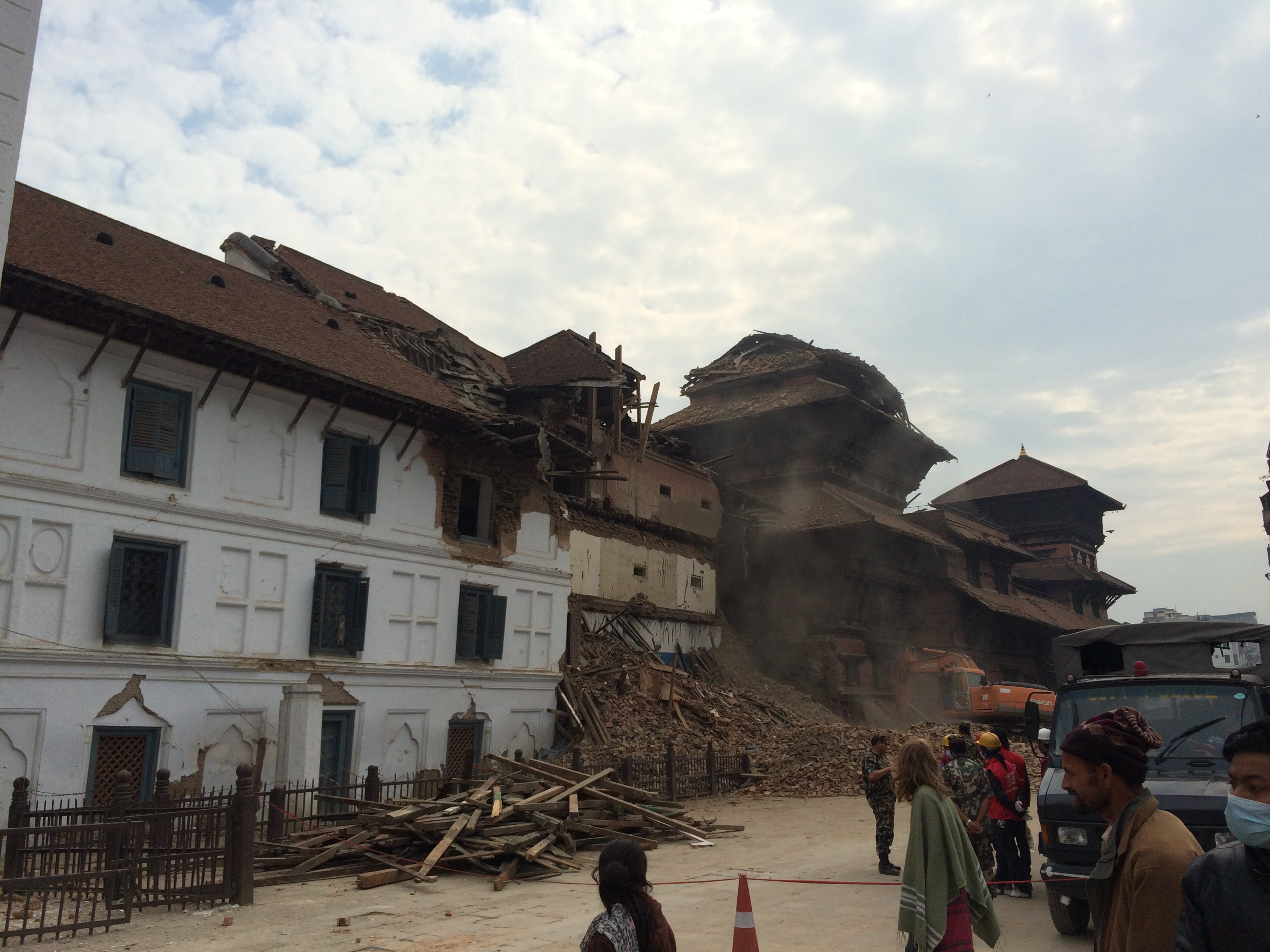
Un cutremur puternic cu magnitudinea de 7,9 grade Richter s-a înregistrat în apropiere de Kathmandu, capitala Nepalului. Rapoartele inițiale indică pagube materiale mari, inclusiv prăbușiri de construcții. Bilanțul a depășit 8.000 de morți.

- 2 aprilie: 148 de persoane, majoritatea studenți, au fost ucise și alte 104 au fost rănite într-un atac comis de membri ai grupului terorist Al-Shabaab, afiliat Al-Qaida, într-o universitate din nordul Kenyei. Islamiștii Al-Shabaab au luat ostatici 815 studenți la Universitatea din Garissa, iar autoritățile au reușit să salveze cel puțin 500. Zeci de studenți au fost executați sumar după ce le-au răspuns atacatorilor că sunt creștini.
- 2 aprilie: Iran, Statele Unite, Regatul Unit, Franța, Rusia, China, Germania și Uniunea Europeană au ajuns la un acord de principiu pe tema programului nuclear iranian, sancțiunile impuse Teheranului urmând să fie atenuate. Noul termen-limită a fost stabilit pentru 30 iunie.[1]
- 19 aprilie: O ambarcațiune ce transporta peste 800 de imigranți a naufragiat în Marea Mediterană după manevre incerte și mișcarea mulțimii pe punte, la sosirea unui cargou portughez care a intervenit pentru salvarea ei. Ambarcațiunea a lansat un apel la ajutor primit de gărzile de coastă italiene, care au cerut unui cargo portughez să-și schimbe ruta în direcția apelului; la sosirea la fața locului, la circa 220 km sud de insula italiană Lampedusa, echipajul a văzut nava scufundându-se.
- 21 aprilie: Fostul președinte egiptean Mohamed Morsi, destituit în 2013 de armată, a fost condamnat la 20 de ani de închisoare, pentru implicare în arestarea și torturarea manifestanților în timpul mandatului său.
- 22 aprilie: Guvernul chilian a decretat „alertă roșie" după erupția neașteptată a vulcanului Calbuco, din sudul țării, inactiv de 43 de ani, dispunând evacuarea populației pe o rază de 20 km.
- 24 aprilie: Armenia comemorează 100 de ani de la masacrarea unui milion și jumătate de armeni în perioada Imperiului Otoman (1915), în prezența președinților Rusiei, Vladimir Putin, și Franței, François Hollande.
- 24 aprilie: Hubble, primul telescop spațial lansat vreodată, un instrument care a reușit să revoluționeze astronomia obținând imagini ale unor galaxii extrem de îndepărtate, împlinește 25 de ani de când a fost lansat pe orbita circumterestră.
- 25 aprilie: Un cutremur puternic cu magnitudinea de 7,9 grade Richter s-a înregistrat în apropiere de Kathmandu, capitala Nepalului. Rapoartele inițiale indică pagube materiale mari, inclusiv prăbușiri de construcții. Bilanțul a depășit 8.000 de morți.[2]
- 30 aprilie: Sonda spațială Messenger a NASA și-a încheiat misiunea de studiu de 4 ani, prăbușindu-se pe suprafața planetei Mercur. Sonda a rămas fără combustibil fiind împinsă de gravitația solară din ce în ce mai aproape de Mercur.

## Decese
- 1 aprilie: Sebastian-Barbu Bucur, 85 ani, compozitor român (n. 1930)
- 1 aprilie: Misao Okawa, 117 ani, supercentenară japoneză (n. 1898)
- 1 aprilie: Nicolae Rainea, 81 ani, fotbalist și arbitru de fotbal român (n. 1933)
- 1 aprilie: Sebastian-Barbu Bucur, cântăreț român (n. 1930)
- 2 aprilie: Manoel de Oliveira, 106 ani, regizor portughez (n. 1908)
- 3 aprilie: Petre Anghel, 71 ani, scriitor și profesor universitar român (n. 1944)
- 3 aprilie: Paul Grigoriu, 70 ani, ziarist român, realizator de emisiuni radiofonice (n. 1945)
- 4 aprilie: Anca Giurchescu, 84 ani, cercetătoare română a dansului popular și etnocoregraf, unul dintre fondatorii disciplinei (n. 1930)
- 4 aprilie: Ioan Pușcaș, 82 ani, medic radiolog român (n. 1932)
- 5 aprilie: Richard Dysart, 86 ani, actor american (n. 1929)
- 6 aprilie: Giovanni Berlinguer, 90 ani, europarlamentar italian (2004-2009), (n. 1924)
- 7 aprilie: Geoffrey Lewis, 79 ani, actor american (n. 1935)
- 8 aprilie: Alexe Rău, 61 ani, bibliolog, poet, eseist și filosof din R. Moldova (n. 1953)
- 9 aprilie: Constantin Drăghici, 83 ani, cântăreț, compozitor și orchestrator român (n. 1932)
- 9 aprilie: Sascha Weidner, 40 ani, artist german (n. 1974)
- 11 aprilie: Toma Dordea, 94 ani, electrotehnician român (n. 1921)
- 12 aprilie: Feliks Netz, 75 ani, poet polonez (n. 1939)
- 13 aprilie: Eduardo Galeano, 74 ani, jurnalist și scriitor uruguayan (n. 1940)
- 13 aprilie: Günter Grass, 87 ani, poet, nuvelist, dramaturg, sculptor, romancier și grafician german (n. 1927)
- 14 aprilie: Meir Rosenne, 84 ani, jurist român, de etnie evreiască (n. 1931)
- 14 aprilie: Vladimir Valuțki, 78 ani, scenarist rus (n. 1936)
- 15 aprilie: Tadahiko Ueda, 67 ani, fotbalist japonez (n. 1947)
- 21 aprilie: Elisabeth Axmann, 88 ani, scriitoare română (n. 1926)
- 22 aprilie: Eleodor Focșeneanu, 89 ani, jurist român (n. 1925)
- 24 aprilie: Władysław Bartoszewski, 93 ani, om politic, ministru de externe al Poloniei (1995 și 2000-2001), (n. 1922)
- 25 aprilie: Paolo Galletti, 78 ani, sportiv italian (înot), (n. 1937)
- 29 aprilie: Ovidiu Drimba, 95 ani, istoric literar român (n. 1919)
- 30 aprilie: Patachou (n. Henriette Ragon), 96 ani, cântăreață și actriță franceză (n. 1918)